# Les Voyages de Sullivan
Pour plus de détails, voir Fiche technique et Distribution.

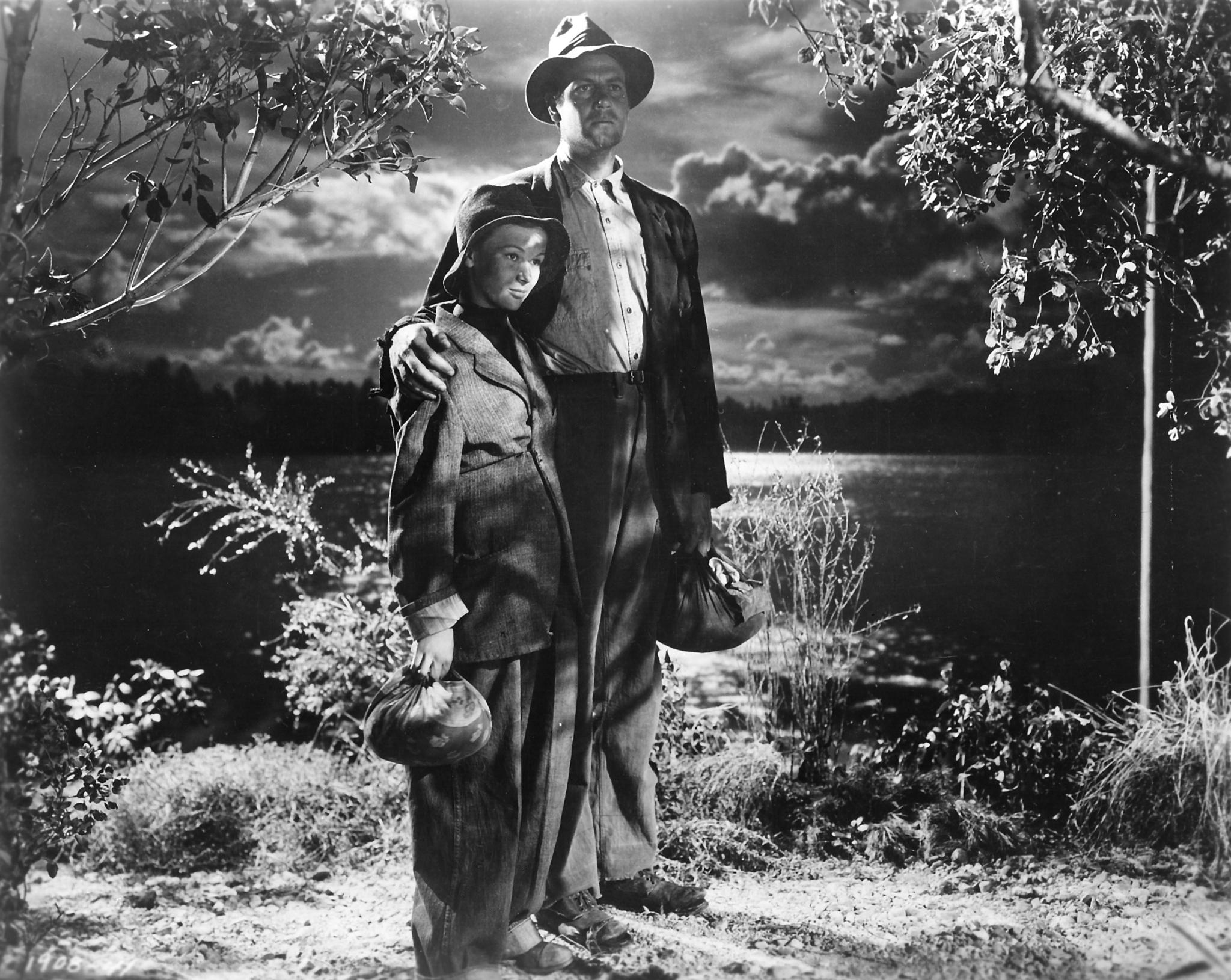
Veronica Lake et Joel McCrea dans une scène du film.

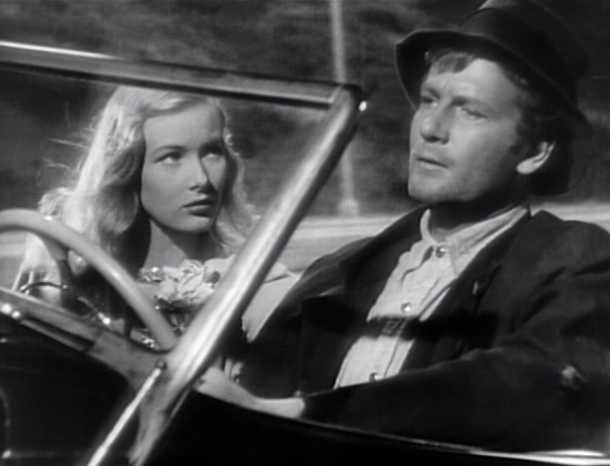
Veronica Lake et Joel McCrea

Les Voyages de Sullivan (Sullivan's Travels) est un film américain réalisé par Preston Sturges et sorti en 1941.

## Synopsis
Un réalisateur de films renommé pour ses comédies explique à son patron que, pour son prochain long-métrage, il veut réaliser un film qui soit le reflet de la vie, un film qui montre au plus près la vie d'un homme ordinaire et les problèmes qu'il peut rencontrer. Un film ancré dans la réalité qui se nommerait O Brother Where Art Thou. Mais son patron lui fait comprendre qu'il n'a aucune idée de ce qu'est la misère, qu'il n'y a jamais été confronté. Sullivan décide alors de se glisser dans la peau d'un clochard. Il va s'habiller avec des vêtements en mauvais état et s'en aller avec seulement 10 sous en poche. Sur son chemin, il rencontrera une charmante jeune femme qui l'accompagnera dans son délicat périple.

## Fiche technique
- Titre original : Sullivan's Travels
- Titre français : Les Voyages de Sullivan
- Titre belge francophone : Les Mésaventures de Sullivan
- Réalisateur : Preston Sturges
- Assistant réalisateur: Anthony Mann
- Scénario : Preston Sturges, Ernst Laemmle (non crédité)
- Musique originale : Roy Webb, Charles Bradshaw, Leo Shuken
- Photographie : John F. Seitz
- Montage : Stuart Gilmore
- Direction artistique : Hans Dreier et A. Earl Hedrick
- Décors de plateau : Ray Moyer (non crédité)
- Costumes : Edith Head
- Producteur : Paul Jones (producteur associé) Buddy DeSylva (producteur exécutif) et Preston Sturges (non crédité)
- Société de production et de distribution : Paramount Pictures
- Budget : 689 665 $ (est.)
- Pays d'origine :  États-Unis
- Format : Noir et blanc - Son : Mono (Western Electric Mirrophonic Recording)
- Langue : anglais
- Genre : comédie dramatique
- Durée : 90 minutes
- Dates de sortie :
  -  États-Unis : décembre 1941 (première), 28 janvier 1942 (New York)
  -  France : 12 février 1947

## Distribution
- Joel McCrea : John L. Sullivan
- Veronica Lake : La jeune femme
- Robert Warwick : M. LeBrand
- William Demarest : M. Jones
- Franklin Pangborn : M. Casalsis
- Porter Hall : M. Hadrian
- Byron Foulger : M. Johnny Valdelle
- Margaret Hayes : La secrétaire

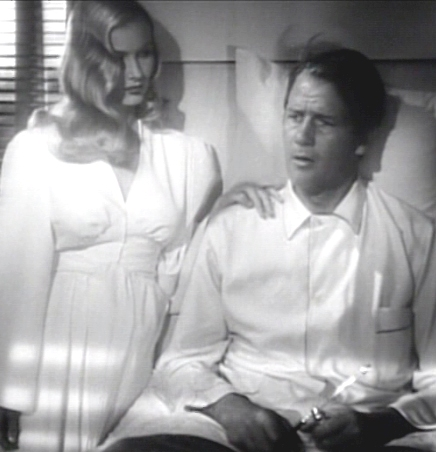
Veronica Lake et Joel McCrea

- Robert Greig : Le majordome de Sullivan
- Eric Blore : Le valet de Sullivan
- Torben Meyer : Le docteur
- Victor Potel : Le caméraman
- Richard Webb : L'homme de radio
- Charles R. Moore : Le chef de couleur
- Almira Sessions : Ursula
- Esther Howard : Miz Zeffie
- Georges Renavent : Le vieux clochard
- Jimmy Conlin : Trusty

Acteurs non crédités
- Myrtle Anderson : Une paroissienne
- Ed Brady : Un vagabond sautant du train
- Jester Hairston : Charlie
- Arthur Hoyt : Le prêcheur à la mission
- J. Farrell MacDonald : Un sergent
- Lon Poff : Le condamné regardant un film
- Willard Robertson : Le juge

## Autour du film
- Au moment où le personnage de Veronica Lake apprend par le journal que Sullivan est toujours vivant, on peut voir en arrière-plan le réalisateur et le scénariste du film Preston Sturges faire une apparition.
- Veronica Lake était enceinte lors du tournage du film ; elle l'avait caché lors de l'audition.
- Le film a été introduit dans le Top 100 de l'American Film Institute à la 61e place en 2007.
- Le film s'ouvre par une dédicace en hommage aux saltimbanques :

« To the memory of those who made us laugh : the motley mountebanks, the clowns, the buffoons, in all times and in all nations, whose efforts have lightened our burden a little, this picture is affectionately dedicated. »